# Uroš Luković
Uroš Luković (in serbo Урош Луковић?; Belgrado, 8 giugno 1989) è un cestista serbo, è figlio di Ljubisav Luković, e fratello di Marko e Branka, tutti cestisti.

## Palmarès
- Campionato macedone: 1

MZT Skopje: 2015-16
- Campionato montenegrino: 1

Mornar Bar: 2017-18
- Coppa di Macedonia: 1

MZT Skopje: 2016